# Oxira flavibrunnea
Oxira flavibrunnea är en fjärilsart som beskrevs av John Henry Leech 1900. Oxira flavibrunnea ingår i släktet Oxira och familjen nattflyn. Inga underarter finns listade i Catalogue of Life.